# 鼓浪屿行政公署
鼓浪屿行政公署，后改称鼓浪屿特别区公署，是汪精卫政权厦门特别市下辖的一个行政机构。
1938年5月13日，厦门岛被日军占领。6月20日，成立厦门治安维持会。1939年7月1日，成立厦门特别市政府，由汪精卫国民政府直辖。1941年12月8日，太平洋战争爆发，日军占领鼓浪屿公共租界。1943年5月28日，汪精卫政权名义上收回鼓浪屿；11月19日，厦门特别市政府调整管辖区域为：厦门岛、鼓浪屿、金门岛、小金门岛、浯屿及附属岛屿。下设鼓浪屿行政公署（后改称鼓浪屿特别区公署），但没有划定行政区域，实际上仍是以非正式的警区代替正式的政区。肖炳荣为署长。1945年9月抗日战争结束后，该机构被撤销；厦门市政府在鼓浪屿设鼓浪屿区。